# مونبوشو

شعار الوزارة

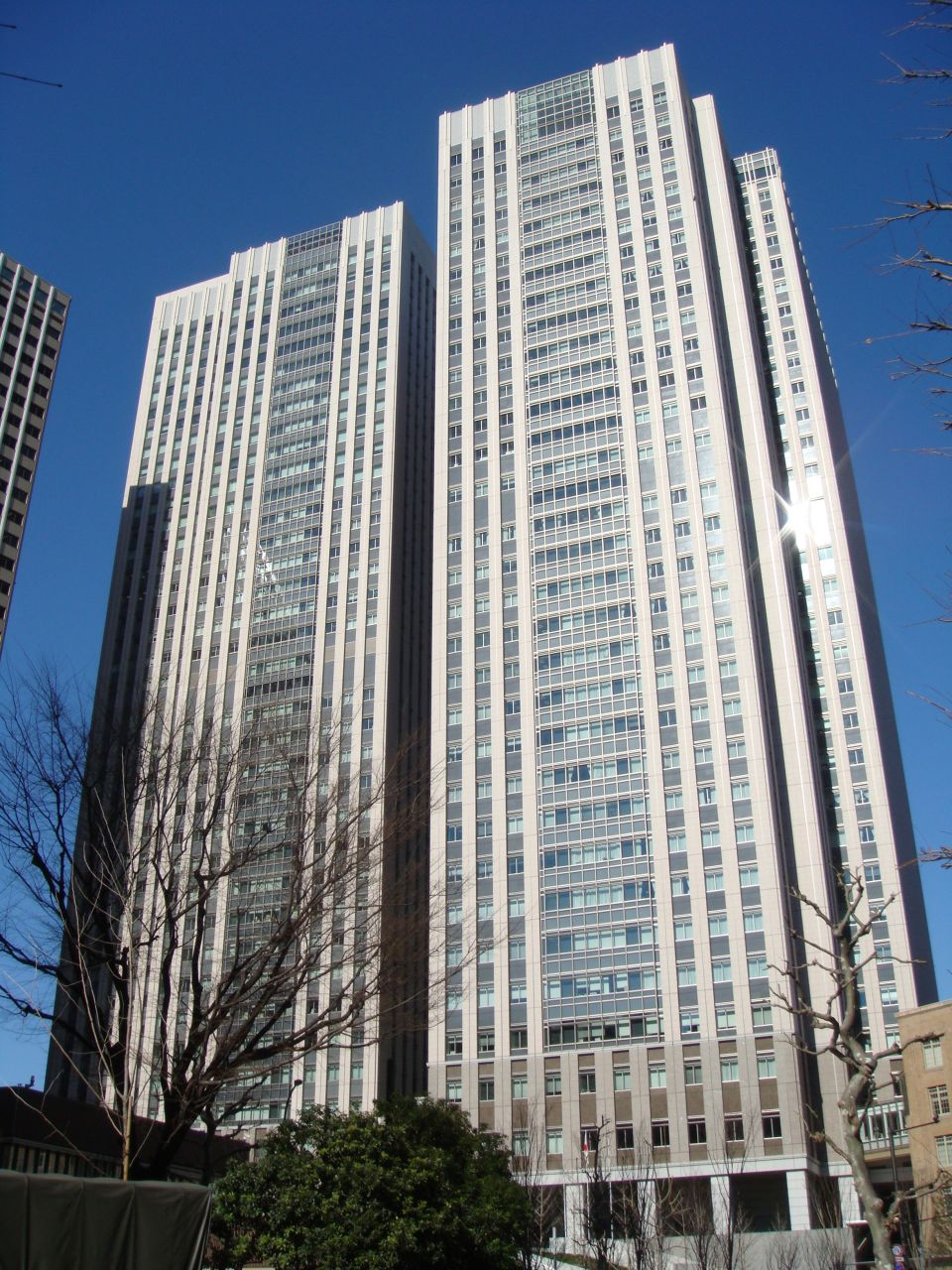
مبنى وزارة التعليم في كاسوميغاسيكي، تشيودا

وزارة التعليم والثقافة والرياضة والعلوم والتقنية (باليابانية: 文部科学省 مونبوكاغاكوشو) وتعرف اختصارا بـ MEXT (مكست) أو Monkashō (مونكاشو) أو مونبوشو هي إحدى وزارات الحكومة اليابانية.
تأسست الوزارة في فترة ميجي لأول مرة عام 1871.
يخضع لوزارة التعليم العالي العديد من المؤسسات البحثية والتعليمية والثقافية منها معهد ريكن للأبحاث.
يترأس الوزارة حاليا هاكوبون شيمومورا

## مركزية تأليف الكتب
نظام التعليم في اليابان هو نظام مركزي تحدده بشكل دقيق وزارة التعليم، حيث يتوجب على المدارس في أنحاء اليابان أن تستخدم كتب تحقق المعايير التي وضعتها الوزارة مع وجود بعض الاستثناءات. الأمر الذي يسبب الكثير من المشاكل خاصة عندما يتعلق الأمر بتاريخ اليابان العسكري، حيث تعرض موقع وزارة التعليم العالي اليابانية في عام 2001 للتخريب قام به محتجون على كتب التعليم اليابانية التي اعتقدوا أنهاه تشوه التاريخ وتبرر العدوان الذي قامت به اليابان على دول آسيوية.

## مؤسسات تابعة
- ريكن
- منظمة بحوث الفضاء اليابانية
- المعهد الوطني لأبحاث علم الأشعة